# Takeyuki Okamoto
Takeyuki Okamoto (japanisch 岡本 武行 Okamoto Takeyuki; * 8. Dezember 1967 in der Präfektur Tokio) ist ein japanischer Fußballspieler.

## Karriere
Okamoto erlernte das Fußballspielen in der Universitätsmannschaft der Kokushikan-Universität. Seinen ersten Vertrag unterschrieb bei NTT Kanto (heute: Omiya Ardija).
2012 und 2013 war er der Trainer des J1-League-Vereins Omiya Ardija.